# Fernando Olaechea
Pour les articles homonymes, voir Olaechea.
Fausto Fernando Olaechea Uribe, né le 19 novembre 1928 à Pisco au Pérou, est un footballeur péruvien des années 1950 et 1960. Surnommé Pisconti, il jouait au poste d'attaquant.

## Biographie
Passé par le Sport Boys de Callao entre 1952 et 1954, Fernando Olaechea y marque 20 buts en 33 rencontres, en plus d'être vice-champion du Pérou en 1952.
C'est pourtant au Centro Iqueño qu'il passe la plus grande partie de sa carrière entre 1956 et 1961. Il y sera sacré champion du Pérou en 1957 sous la houlette de Roberto Scarone. Trois ans plus tard, il devient le meilleur buteur du championnat 1960 avec 18 buts.
En 1962, il joue pour le KDT Nacional, son dernier club avant sa retraite.

## Palmarès
| Sport Boys - Championnat du Pérou : - Vice-champion : 1952. |  | Centro Iqueño - Championnat du Pérou (1) : - Champion : 1957. - Meilleur buteur : 1960 (18 buts). |